# Kinloch River
Der Kinloch River  (schottisch-gälisch Amhainn Ceann Locha) ist ein Bach im schottischen Hochland. Er liegt in der Council Area Highland in der traditionellen Grafschaft Sutherland. Der Kinloch River ist Teil des Landschaftsschutzgebiets Kyle of Tongue National Scenic Area.
Die Quelle des Kinloch River ist Loch an Dherue. Der Bach verlässt den See an dessen Nordufer und fließt von dort in nördlicher Richtung durch ein fast gänzlich unbewohntes Tal, um nach etwa 6 km in die Meeresbucht Kyle of Tongue zu münden. 
Der Bach ist ein Angelgebiet, in dem vor allem Lachse gefangen werden können. 